# China Video Disc
 China Video Disc  o  CVD  és un videodisc SVCD no estàndard, que es diferencia d'aquest en el fet que només té 352 columnes de resolució (el SVCD en té 480), el que dona en PAL una resolució de 352x576 a 25 FPS (FPS), i en NTSC 352x480 i 29,97 FPS. Igual que els SVCDs, la seva compressió es basa en MPEG-2. La seva resolució és aproximadament la meitat de la d'un DVD.
Tot i tenir menys "resolució horitzontal", hi ha casos en què no s'aprecia aquesta pèrdua de qualitat, com la captura de televisió analògica, o la reproducció en televisors de raigs catòdics que no tenen gaire "resolució horitzontal" (amplada de banda). En aquests casos, mentre que les 576 línies (horitzontals) segueixen sent necessàries per tenir una alta qualitat (ja que són tractades d'una en una), en sentit "horitzontal" es prescindeix d'una mica de resolució, a canvi d'obtenir una taxa de bits menor (més minuts en un CD) o reduir la compressió de cada fotograma, el que millorarà la representació dels colors, i evitarà una mica l'aparició de macroblocs.
Actualment s'usa de vegades en lloc de SVCD a l'intercanvi de pel·lícules per Internet i captures de televisió i vídeo analògic en MPEG-2. En general s'usa en els mateixos casos que SVCD però quan es dona menys importància a la "resolució horitzontal" que a les altres característiques del vídeo.